# Atentados na Noruega em 2011
Os atentados de 22 de julho de 2011 na Noruega consistiram numa explosão na zona de edifícios governamentais da capital, Oslo, e num tiroteio ocorrido poucas horas depois, na ilha de Utøya, situada no lago Tyrifjorden, condado de Buskerud. Os atentados, perpetrados por um militante da extrema-direita chamado Anders Behring Breivik, resultaram na morte de 77 pessoas (69 jovens integrantes do Partido Trabalhista Norueguês em Utøya e 8 pedestres em Oslo), deixando mais de 300 feridas também.
Estes ataques foram os mais mortais na Noruega desde a Segunda Guerra Mundial. Uma pesquisa descobriu que um em cada quatro noruegueses conhecia alguém afetado pela tragédia.

## Atentado
De acordo com a confissão do terrorista, ele teria começado a planejar o atentado quando tinha 23 anos de idade. Não existem evidências suficientes para concluir que Breivik recebeu ajuda, mas a polícia não descarta essa possibilidade.
No dia do atentado, o terrorista publicou na internet um manifesto de sua ideologia de extrema-direita, compilada em uma coleção de textos intitulados "2083 - Uma declaração europeia de independência". Em seus escritos, Anders Breivik expressa suas visões de mundo — que incluem conservadorismo cultural radical, ultranacionalismo, islamofobia, homofobia, racismo e antifeminismo. Ele também considera o marxismo cultural e o Islã como as duas maiores ameaças à Cristandade moderna.
Na ocasião, o terrorista assinou seu manifesto usando o pseudônimo de "Andrew Berwick", autoproclamado "Cavaleiro Templário da Noruega".

### Explosão em Oslo
Às 15h20min do horário local, CET, (10h20min UTC), houve uma grande explosão próxima dos prédios onde se situa o gabinete do primeiro-ministro da Noruega Jens Stoltenberg, quebrando várias janelas do prédio de 17 andares, danificando edifícios ao redor, provocando oito mortes e numerosos feridos. Na área fica também a sede do Ministério do Petróleo e Energia, que foi o edifício mais danificado tendo sido atingido por um incêndio em seus andares superiores. De acordo com as declarações da polícia, o atentado foi perpetrado mediante um carro-bomba. Para uma melhor ação das equipes de emergência, a polícia evacuou os edifícios governamentais e vedou acesso à área.

### Massacre em Utøya
Poucas horas depois, na ilha de Utøya, ao norte da capital, um homem armado abriu fogo contra os participantes de um acampamento de jovens (universidade de verão), organizado pela juventude do Arbeiderpartiet (Partido Trabalhista Norueguês), que estava então no governo do país. Entre 400 e 600 pessoas participavam do evento e pelo menos 69 foram mortas no atentado - uma delas, Trond Berntsen, era meio-irmão da Princesa Herdeira Consorte Mette-Marit. O atirador, vestido com um uniforme de policial, justificou a sua entrada no campo como "verificação de rotina após o atentado em Oslo" e começou a disparar contra os jovens. Estava prevista uma visita do primeiro-ministro Jens Stoltenberg àquele acampamento.

## Responsabilidade

Local da explosão em Oslo: Área em vermelho: Prédio do governo; Área em azul: Ministério do Petróleo; Área alaranjada: Localização provável da bomba.

Ambos os ataques foram aparentemente coordenados. Supôs-se inicialmente que algum grupo terrorista islâmico pudesse estar envolvido, devido à participação da Noruega nas ações militares da OTAN na Líbia e no Afeganistão, uma vez que, segundo um relatório oficial elaborado no início de 2011, não se considerava a possibilidade de a extrema-direita constituir uma "ameaça séria" à segurança nacional.
O jornal norte-americano 'The New York Times', comunicou que um grupo islamista até então desconhecido, chamado "Ansar al-Jihad al-Alami" ("Colaboradores da Jihad Global"), emitira um comunicado pouco depois das explosões reclamando sua autoria. Posteriormente os veículos de comunicação que se apressaram em afirmar que os atentados na Noruega eram mais um exemplo de terrorismo de viés islâmico retrataram-se assim que a polícia norueguesa descartou a possibilidade e afirmou suspeitar de grupos nacionalistas.
O responsável pela chacina em Utøya foi detido ainda na ilha. Tratava-se de Anders Behring Breivik, empresário norueguês de 32 anos descrito como antiglobalista e nacionalista e que se considera de extrema-direita. O autor dos atentados terroristas tinha colocado mensagens na Internet declarando-se inimigo da sociedade multicultural.

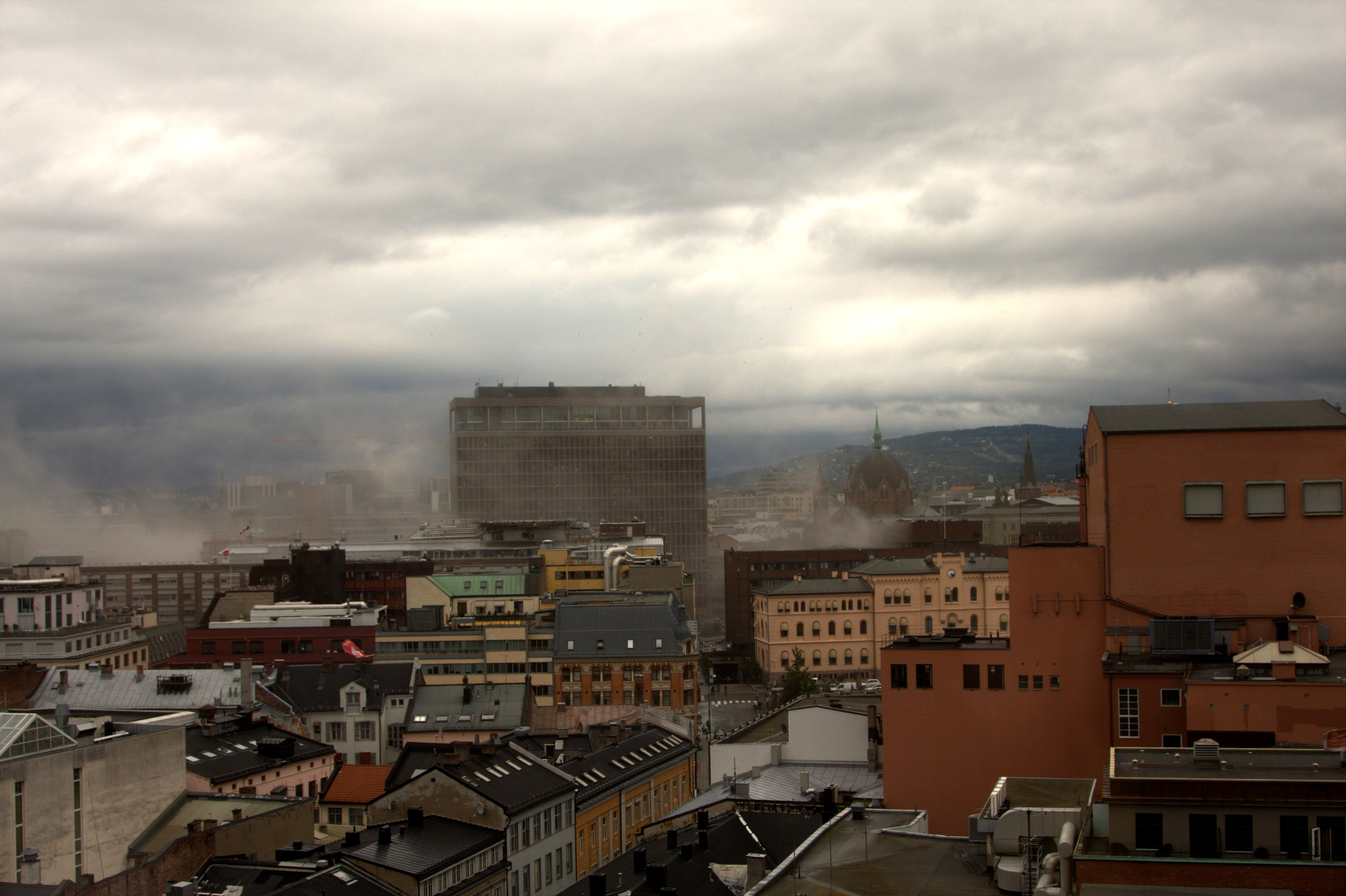
Youngstorget, minutos após a explosão da bomba.

O suspeito admitiu vestir-se como um policial, entrar em 22 de Julho de 2011, no terreno de um acampamento de jovens da Arbeiderpartiet norueguês (Partido dos Trabalhadores) na ilha de Utøya, abrir fogo contra os jovens presentes, matando pelo menos 68 deles naquele momento. Durante seu interrogatório ele também confessou a autoria das explosões combinadas, ocorridas duas horas antes em Oslo. 

### Detenção de sobrevivente inocente

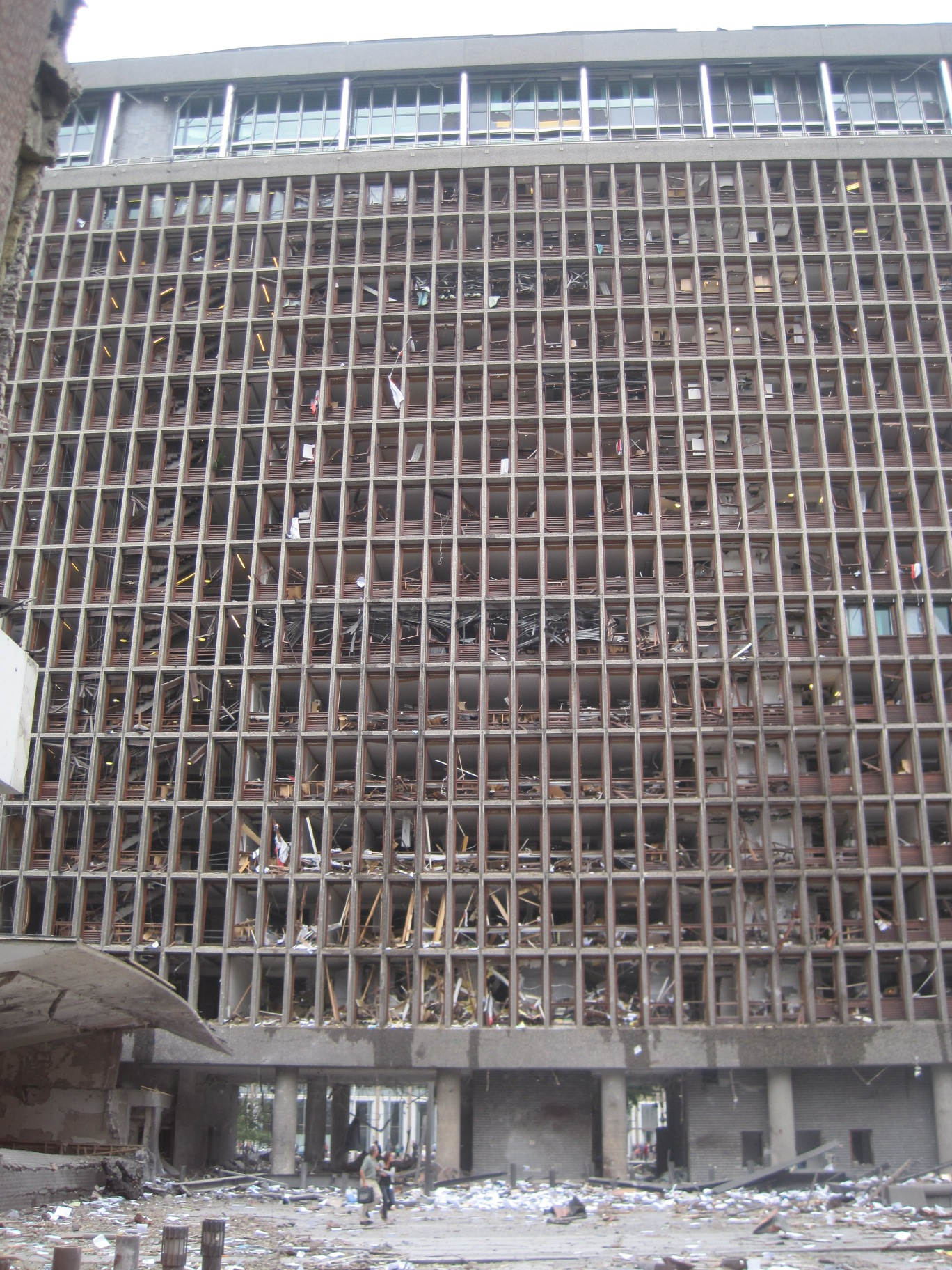
Edifício governamental danificado pela explosão.

Ao chegar na ilha de Utøya, a polícia prendeu, além de Breivik, Anzor Djoukaev, um inocente sobrevivente de 17 anos que representava a filial do condado de Akershus da Liga de Trabalhadores Juvenis da Noruega naquele acampamento. O jovem foi despido de todas suas roupas e trancafiado em uma cela de prisão localizada a poucos metros de distância da cela que abrigava o assassino confesso do ataque. A vítima, que quando criança havia testemunhado assassinatos em massa na Chechênia, foi considerada suspeita de ser cúmplice porque seu corte de cabelo era diferente daquele que aparecia em seu documento de identidade e porque ele não reagiu à carnificina com as mesmas lágrimas e histeria que a maioria dos jovens sobreviventes. Anzor Djoukaev foi mantido sob custódia das autoridades por dezessete horas sendo interrogado sem a presença de seu advogado e sem que lhe fosse permitido contatar sua família para informar que havia sobrevivido. O jovem acabou sendo liberado quando as autoridades policiais foram obrigadas a reconhecer seu grave erro procedimental.

### O terrorista
O cidadão norueguês Anders Behring Breivik (pronunciado 'ɑnəʂ 'beːɾiŋ 'bɾæɪʋiːk, nascido em Oslo, a 13 de fevereiro de 1979), foi descrito inicialmente como um fundamentalista cristão — e muito embora tal definição tenha sido contestada por alguns artigos de opinião, a imprensa internacional, autores acadêmicos e também a polícia norueguesa mantém a descrição de Breivik como um fundamentalista cristão. O ativista, ligado à extrema-direita europeia, filiado numa loja maçônica de Oslo, conservador e ferrenho defensor do Estado de Israel, assumiu a total responsabilidade por todos os crimes. Não está descartada a hipótese de que tenha obtido algum tipo de ajuda, entretanto a polícia jamais encontrou evidências para processar terceiros.
De acordo com o chefe da polícia de Oslo, Breivik era dono de uma empresa agrícola que consistia em uma pequena fazenda no leste do país. Em maio de 2009, ele registrou sua empresa sob o nome de "Breivik Geofarm", o que lhe permitiu comprar grandes quantidades de fertilizantes que mais tarde seriam usados na fabricação de explosivos sem levantar suspeitas. O futuro terrorista ainda estava cadastrado no registo estatal como adquirente de duas armas — uma automática e uma pistola do tipo Glock.
Entre 1999 e 2006, Anders Behring Breivik foi membro do Fremskrittspartiet (Partido do Progresso), da direita populista, que defende maiores restrições à imigração. Entre 1997 e 2007, Breivik participou ativamente da juventude do Partido do Progresso (Framstegspartiet sin Ungdom, FpU), tendo servido em várias funções, inclusive na de presidente da filial local Oslo-Oeste (de janeiro a outubro de 2002) da organização e a de diretor da mesma filial, entre outubro de 2002 e novembro de 2004. Apesar disso, a líder do Partido do Progresso, Siv Jensen, garante que Breivik não milita mais na legenda e que "nunca foi muito ativo".
Retratado como neonazista pela mídia, Anders autoproclamava-se um antinazista e defensor do Estado de Israel como bastião da civilização ocidental no Oriente Médio, ao mesmo tempo em que colocava as ideologias do nazismo, do chamado "marxismo cultural" e do fundamentalismo islâmico num mesmo "pacote anti-ocidental". Segundo o chefe dos serviços de inteligência, Øystein Mæland, Anders Behring Breivik situava-se à extrema-direita no espectro político e tratava-se de um fundamentalista cristão. Breivik manifestou-se em blogs, atacando o multiculturalismo e o Islã: "Quando o multiculturalismo deixará de ser uma ideologia criada para destruir a cultura europeia, as tradições e a identidade do Estado-nação?", escreveu ele em comentário postado no dia 2 de fevereiro de 2010, no site direitista norueguês chamado "Documento". O jornal DagBladet definiu Breivik como "islamofóbico, pró-Israel, anti-imigração, hipernacionalista e relativamente intelectual, que havia sido criado na zona oeste de Oslo, a parte rica e burguesa". Em seu perfil no Facebook, Breivik se declarava solteiro, cristão (porém contrário à política do Vaticano), conservador, interessado em fisiculturismo, francomaçonaria e caça. Devido ao incidente, as contas de Anders B. Breivik no Facebook e no Twitter foram bloqueadas por ordem da justiça norueguesa a pedido das autoridades policiais do país.
Mais tarde, a avaliação psicológica ordenada pelo tribunal concluiu que os atos de Breivik foram resultado de um narcisismo patológico — suas ações derivaram de "crenças extremistas supervalorizadas", não de delírios causados por alguma enfermidade cerebral. Breivik é o que os pesquisadores chamam de "terrorista em busca de fama" — ele escolheu ser capturado, distribuiu fotos e um manifesto com objetivo de aumentar sua notoriedade. Ele queria que seu público o visse como um “lutador pela liberdade” agindo contra uma ameaça islâmica imaginária, quando na realidade ele era um fantasista cheio de ódio que carecia de conexões sociais ou ocupações significativas. Como muitos criminosos semelhantes, ele ingressou nesse comportamento antissocial e terrorista durante um momento solitário de sua vida.

## Procedimentos legais
Após ser capturado e enviado a julgamento, a polícia inicialmente manteve a escolha do advogado de Breivik em segredo após pedido do próprio advogado, muito embora sua identidade tenha sido descoberta com o passar do tempo — o criminalista Geir Lippestad havia sido escolhido especificamente por Breivik para que fizesse sua defesa. Em 25 de julho de 2011, Anders Behring Breivik começou a ser julgado pelo Tribunal Distrital de Oslo. A polícia temia que Breivik usasse sua audiência como uma oportunidade para se comunicar com possíveis cúmplices. Por causa disso, a audiência inicial foi fechada para a mídia e todos os demais espectadores. Em vez de optar por um julgamento público, o juiz Kim Heger realizou uma coletiva de imprensa pouco depois, onde leu as deliberações do tribunal.
Os debates sobre quais acusações criminais deveriam ser arquivadas foram ferozes. A promotoria norueguesa queria condená-lo por alta traição e crimes contra a humanidade. Entretanto, a acusação acabou por indiciar Breivik por crimes de terrorismo. Em seu julgamento o criminoso confirmou sua confissão à polícia e admitiu ser o atirador em Utøya e também o autor da bomba de Oslo. No entanto, ele não demonstrou qualquer remorso e inclusive se declarou inocente de quaisquer crimes, afirmando que não reconhecia o sistema judiciário da Noruega como legítimo para julgá-lo. O promotor distrital Christian Hatlo requereu que Breivik fosse detido por oito semanas sem acesso a correspondência ou visitação e o juiz decidiu em favor do pedido, justificando que o acusado de fato representava um perigo iminente para a sociedade, e que deveria ser confinado para a segurança de si mesmo e da coletividade em virtude da grande probabilidade que ele fosse culpado pelos crimes e de forma que a prisão se fazia necessária para evitar a destruição de provas. Acatado o pedido da acusação, Breivik foi confinado pelas oito semanas sem correspondência ou visitação — quatro das quais permaneceu em completo isolamento — uma medida passível de ser renovada até 19 de setembro de 2011. Sendo assim, ele foi imediatamente transferido para Ila Landsfengsel, uma prisão de segurança máxima.
Em 13 de agosto de 2011, Breivik foi levado de volta à ilha de Utøya pelas autoridades policiais com a finalidade de recriar suas ações no dia do massacre. Nem a mídia, nem o público foram alertados para a operação e mais tarde a polícia explicou que essa movimentação surpresa foi necessária para evitar comoção social, e que considerava menos ofensivo para os sobreviventes dos atentados que a reconstituição do crime fosse feita antecipadamente ao invés de ocorrer durante audiência judicial. Apesar dos muitos barcos e helicópteros da polícia em torno do local naquele dia, nenhum dos civis que vieram para deixar flores à beira do lago perceberam o que estava acontecendo poucas centenas de metros de distância. Na noite de 14 de agosto, a polícia realizou uma coletiva de imprensa sobre a reconstrução dos crimes. Foi relatado que Breivik não ficou indiferente ao seu retorno a Utøya, mas que ele não demonstrou nenhum remorso. O inspetor Pål Fredrik Hjort Kraby descreveu o comportamento e a insensibilidade de Breivik na ilha como "surreais", uma vez que ele passou oito horas de bom grado mostrando à polícia exatamente como ele havia realizado todos os 69 assassinatos.
O derradeiro julgamento aconteceu em 16 de abril de 2012 e durou até 19 de junho de 2012, sendo que muitas organizações de mídia foram credenciadas para cobrir os procedimentos. Anders Behring Breivik admitiu que ele havia cometido os atos pelos quais estava sendo acusado, mas novamente declarou-se inocente, afirmando que o assassinato em massa se fazia necessário de acordo com suas convicções ideológicas. Para Breivik, seu objetivo principal durante os procedimentos jurídicos era que ele não fosse considerado "insano" ou "psicótico", pois isso, em sua visão, faria com que o significado de sua "mensagem" se perdesse. Em 24 de agosto, Breivik finalmente foi considerado como mentalmente capaz por um painel de cinco psiquiatras, e portanto penalmente imputável. Ele foi então condenado a cumprir uma sentença de 21 anos de prisão em regime fechado, uma pena que pode ser repetidamente prorrogada a cada 5 anos, desde que o terrorista ainda seja considerado como uma ameaça à sociedade. Esta é a sentença máxima permitida pela lei norueguesa, e a única maneira de sobrevir uma espécie de prisão perpétua.

## Repercussões

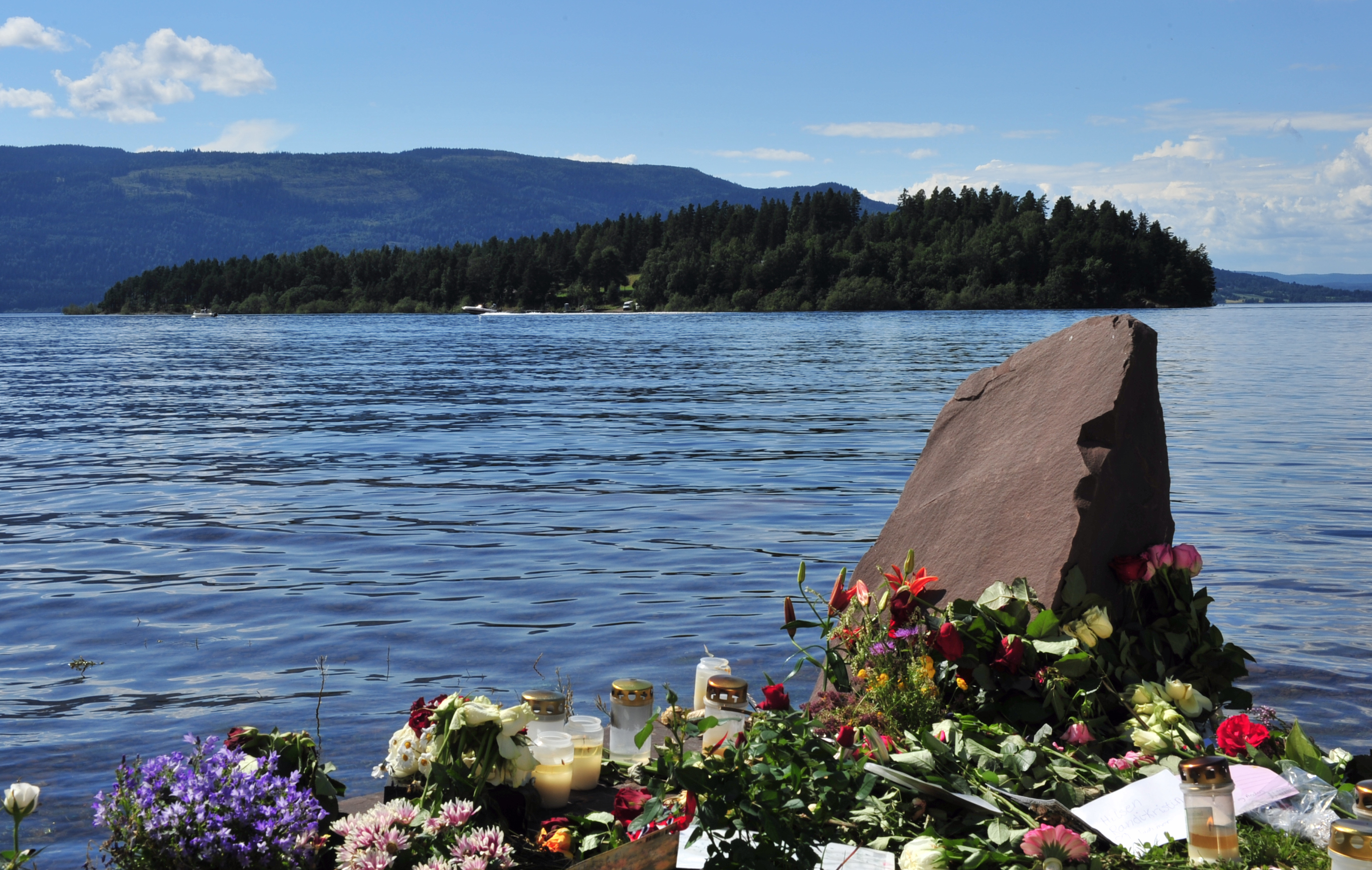
Memorial temporário em Utøya.

Inicialmente, Magnus Ranstorp e outros especialistas em terrorismo suspeitaram que estrangeiros estivessem por trás dos ataques. Imediatamente após os fatos, houve amplos relatos na grande mídia sobre noruegueses não-étnicos, (especialmente noruegueses muçulmanos), sendo submetidos a assédio e violência por parte da população. Um relatório sobre esses ataques racistas foi publicado em nome da "Comissão 22 de julho", no ano de 2012.
Numa conferência de imprensa na manhã seguinte aos ataques, o primeiro-ministro Jens Stoltenberg e o ministro da Justiça, Knut Storberget, dirigiram-se ao país em pronunciamento televisionado. Stoltenberg classificou o ato terrorista como uma tragédia nacional e a pior atrocidade cometida na Noruega desde o fim da Segunda Guerra Mundial. Stoltenberg prometeu ainda que o ataque não prejudicaria a inclusiva democracia norueguesa, opinando que a resposta mais adequada à violência era ainda mais abertura e tolerância por parte da sociedade norueguesa. O rei Harald V enviou suas condolências às vítimas e seus familiares, clamando por união ao país. Ele e a rainha Sonja visitaram pessoalmente as vítimas dos ataques, bem como as famílias dos falecidos. Uma das vítimas fatais, Trond Berntsen, era meio-irmão da nora do casal, a Princesa Mette-Marit. 
Em 1 de agosto de 2011, o parlamento da Noruega (nominalmente em recesso para o verão), reuniu-se para uma sessão extraordinária afim de homenagear as vítimas do ataque. Na sessão parlamentar, tanto o rei Harald V como o príncipe herdeiro Haakon estavam presentes. O presidente do Parlamento da Noruega, Dag Terje Andersen, leu em voz alta os nomes de todas as 77 vítimas. A sessão foi aberta ao público, porém devido ao número limitado de lugares, a prioridade foi dada aos parentes dos falecidos. Os sete partidos políticos que compunham o parlamento concordaram em adiar a campanha eleitoral para as eleições locais, realizada em setembro, até meados de agosto daquele ano. 
As Nações Unidas, a União Europeia, a OTAN e governos ao redor do mundo expressaram sua condenação aos ataques, condolências e solidariedade para com os Noruegueses. No entanto, também houve relatos de políticos populistas de direita da Europa Ocidental louvando os assassinatos ou mesmo justificando-os como resultado supostamente natural do multiculturalismo. Entrevistado em um programa de rádio popular, o eurodeputado italiano Francesco Speroni, um dos principais membros da Liga Norte, o parceiro júnior na coalizão conservadora de Silvio Berlusconi, declarou que "as ideias de Breivik estão em defesa da civilização ocidental". Declarações similares foram dadas pelo eurodeputado italiano Mario Borghezio. Já Werner Koenigshofer, membro do Conselho Nacional da Áustria, foi expulso do Partido da Liberdade, da direita Austríaca, após igualar o massacre Norueguês com a morte de milhões de fetos através do aborto e afirmar que a existência de islâmicos na Europa causaria mil vezes mais dano do que Breivik causou.
O massacre perpetrado por Breivik iniciou um amplo debate sobre a permissiva legislação armamentista vigente na Noruega, e seus impactos sociais. Em um relatório publicado em 2012, uma comissão de especialistas propôs a proibição de armas semiautomáticas no país — muito embora apresentassem exceções no projeto de lei, sobretudo, para os atiradores profissionais. Em 2017, o governo de direita (minoria no Parlamento Norueguês), apresentou um projeto de proibição de armas semiautomáticas no país que foi amplamente endossado pelos parlamentares da nação. A lei entrou em vigor no país a partir de 2021.

### Memorial
Em 18 de junho de 2022 foi inaugurado um memorial às vítimas dos atentados, que inclui 77 colunas de bronze que representam cada uma das pessoas mortas nos ataques, situado perto do cais onde os passageiros embarcam na barca para Utoya, é em forma de escada, desenhando uma grande curva que desce em direção ao mar.